# Dzwoneczek i uczynne wróżki
Dzwoneczek i uczynne wróżki (ang. Tinker Bell and the Great Fairy Rescue, 2010) – amerykański film animowany ze studia Walt Disney Animation Studios, będący kontynuacją filmu Dzwoneczek i zaginiony skarb z 2009 roku.
Film miał w Polsce swoją kinową premierę 23 lipca 2010 roku. Był to pierwszy film z serii filmów o nibylandzkich elfach, który pojawił się w kinie. Premiera filmu „Dzwoneczek i uczynne wróżki” nastąpiła dużo wcześniej w Polsce, niż za granicą (Polska była pierwszym krajem na świecie, który mógł zobaczyć ten film).

## Fabuła
Nibylandzkie wróżki właśnie przyleciały na Stały Ląd by sprowadzić piękne upalne lato. Dzwoneczek jest ciekawa wszystkiego, ponieważ to jej pierwsze lato w świecie ludzi i postanawia poznać okolicę. Swoją bezmyślną ciekawością wywołuje gniew przyjaciółki Widii, która uważa, że łamie podstawową zasadę bezpieczeństwa zabraniającą zbliżania się do ludzkich siedzib.
Dzwoneczek natrafia na dom, w którym przebywa badacz życia motyli, doktor Griffiths wraz z ośmioletnią córką, Lizzy. Wbrew przestrogom innych wróżek, Dzwoneczek odwiedza dom dziewczynki i zaprzyjaźnia się z nią. Wierząca całym sercem we wróżki Lizzy, przygotowuje dla nich specjalny domek, który bardzo spodobał się małej wróżce. Widząc smutek nowej koleżanki, Cynka Dzwoneczek chce pomóc jej naprawić relacje z zapracowanym tatą i razem tworzą encyklopedie świata nibylandzkich elfów. Niestety przyjaźń ta powoduje serię dramatycznych komplikacji oraz naraża wróżki na odkrycie przez ludzi. Pozostałe wróżki przekonane, że Cynka Dzwoneczek została porwana i uwięziona, ruszają jej na ratunek.

## Ścieżka muzyczna
- „Summer’s Just Begun” – Cara Dillon
- „Come Flying With Me” – Cara Dillon
- „How to Believe” – Bridgit Mendler
- „Forgiven” – Sanctus Real

## Obsada
Reżyseria: Bradley Raymond

Scenariusz: Bob Hilgenberg, Rob Muir
Wystąpili:
- Mae Whitman – Dzwoneczek
- Lucy Liu – Mgiełka
- Jesse McCartney – Terencjo
- Raven-Symoné Christina Pearman – Iskierka
- Kristin Chenoweth – Różyczka
- Pamela Adlon – Widia
- Kathy Najimy – Minister Lata
- Michael Sheen – Dr Griffiths
- Lauren Mote – Lizzy

## Wersja polska
Wersja polska: SDI Media Polska

Reżyseria: Joanna Węgrzynowska-Cybińska

Dialogi polskie: Joanna Serafińska

Kierownictwo muzyczne: Agnieszka Tomicka

Teksty piosenek: Marek Robaczewski i Agnieszka Tomicka

Dźwięk i montaż: Jarosław Wójcik

Kierownictwo produkcji: Beata Jankowska, Urszula Nowocin

Mix Studio: Shepperton International

Opieka artystyczna: Aleksandra Sadowska

Produkcja polskiej wersji językowej: Disney Character Voices International, Inc.

Wystąpili:
- Natalia Rybicka – Dzwoneczek / Cynka
- Natalia Jankiewicz – Eliza Griffiths
- Robert Czebotar – Dr Griffiths
- Monika Dryl – Widia
- Katarzyna Glinka – Mgiełka
- Kaja Paschalska – Iskierka
- Tamara Arciuch – Różyczka
- Maria Niklińska – Jelonka
- Łukasz Lewandowski – Pompon
- Michał Piela – Klank
- Marcin Hycnar – Terencjo
- Anna Dereszowska – Narrator

W pozostałych rolach:
- Justyna Bojczuk
- Agnieszka Fajlhauer
- Joanna Pach
- Grzegorz Drojewski
- Łukasz Węgrzynowski
- Janusz Wituch

Piosenki śpiewają:
- „Lato przyszło na świat”: Alicja Janosz
- „Twoją wiarę mam”: Reni Jusis
- „Lato przyszło na świat” (repryza): Alicja Janosz

Chór: Maria Leszczyńska, Karolina Pawul, Katarzyna Owczarz, Agnieszka Tomicka